# 吉良町饗庭
吉良町饗庭（きらちょうあいば）は、愛知県西尾市の地名。

## 歴史

### 地名の由来
暦応2年の開拓のとき、友国村の尾崎勘解由の一族が神宮を勧請し、2反を神宮に初穂地として献上したことから、「御饗庭」と呼ばれるようになったという。その後、饗庭郷となった。

### 人口の変遷
国勢調査による人口および世帯数の推移。
| 1995年（平成7年）  | 170世帯 732人 |  |
| 2000年（平成12年） | 170世帯 678人 |  |
| 2005年（平成17年） | 189世帯 703人 |  |
| 2010年（平成22年） | 195世帯 686人 |  |
| 2015年（平成27年） | 200世帯 688人 |  |
| 2020年（令和2年）  | 210世帯 635人 |  |

### 沿革
- 1339年（延元4年/暦応2年） - 開拓と伝わる[1]。伊勢神宮外宮領の「饗庭御厨」が所在したとされる[1]。
- 江戸時代 - 三河国幡豆郡饗庭村として所在[2]。旗本吉良氏知行[2]。
- 1703年（元禄16年） - 旗本吉良氏の断絶により、石見浜田藩領となる[2]。
- 1757年（宝暦7年） - 旗本諏訪氏知行となる[2]。
- 1889年（明治22年） - 萩原村大字饗庭となる[2]。
- 1906年（明治39年） - 横須賀村大字饗庭となる[2]。
- 1955年（昭和30年） - 吉良町大字饗庭となる[2]。

## 施設
- 饗庭城跡
- 西尾市吉良地区一般廃棄物最終処分場
- 白山神社
- 饗庭神社
- 金蓮寺

### WEB
1. ↑  “愛知県西尾市の町丁・字一覧”.   人口統計ラボ. 2023年12月31日閲覧。
2. 1 2  総務省統計局 (2022年2月10日). “令和2年国勢調査の調査結果(e-Stat) - 男女別人口，外国人人口及び世帯数－町丁・字等” (CSV). 2023年8月2日閲覧。
3. ↑  “読み仮名データの促音・拗音を小書きで表記するもの(zip形式) 愛知県” (zip).   日本郵便 (2024年2月29日). 2024年3月26日閲覧。
4. ↑  “市外局番の一覧” (PDF).   総務省 (2022年3月1日). 2022年3月22日閲覧。
5. ↑  “ナンバープレートについて”.   一般社団法人愛知県自動車会議所. 2024年1月21日閲覧。
6. ↑  総務省統計局 (2014年3月28日). “平成7年国勢調査の調査結果(e-Stat) - 男女別人口及び世帯数 －町丁・字等” (CSV). 2021年7月20日閲覧。
7. ↑  総務省統計局 (2014年5月30日). “平成12年国勢調査の調査結果(e-Stat) - 男女別人口及び世帯数 －町丁・字等” (CSV). 2021年7月20日閲覧。
8. ↑  総務省統計局 (2014年6月27日). “平成17年国勢調査の調査結果(e-Stat) - 男女別人口及び世帯数 －町丁・字等” (CSV). 2021年7月21日閲覧。
9. ↑  総務省統計局 (2012年1月20日). “平成22年国勢調査の調査結果(e-Stat) - 男女別人口及び世帯数 －町丁・字等” (CSV). 2021年7月21日閲覧。
10. ↑  総務省統計局 (2017年1月27日). “平成27年国勢調査の調査結果(e-Stat) - 男女別人口及び世帯数 －町丁・字等” (CSV). 2021年7月21日閲覧。

### 書籍
1. 1 2 3 4  「角川日本地名大辞典」編纂委員会 1989, p. 67.
2. 1 2 3 4 5 6 7  「角川日本地名大辞典」編纂委員会 1989, p. 68.